# Línea 501 (TMV)
La línea 501 del Transporte Metropolitano de Valparaíso une el 6° Sector de la CORVI en Playa Ancha con la población La Laguna en Cerro Los Placeres.
Abastece también Playa Ancha, Valparaíso, Cerro Barón y Placeres.
Tiene una frecuencia de 5 minutos en hora punta y 10 minutos en horario valle. Recorre las principales calles de Valparaíso: Condell y Avenida Pedro Montt, abasteciendo el plan con Playa Ancha y Placeres. En este último, sube por la calle principal del cerro, Avenida Matta hasta llegar a Las Palmas. En la Quebrada Cabritería, continua su recorrido hasta La Laguna.

## Historia
La línea 501 tiene sus orígenes en los remotos años 50, siendo sus precursoras las líneas 2 de Buses Central que unía el 6° Sector con Barón y la línea 15 de Buses Central, que abastecía Placeres Alto con Aduana. Al unirse ambas empresas en los años 70, se creó la línea 2 6°Sector-Las Palmas. 
Con la creación del Transporte Metropolitano de Valparaíso en el año 2007, la línea 2 de Central Placeres pasó a ser la línea 501, cambiando su recorrido en el plan, tomando Avenida Pedro Montt en vez de Yungay/Chacabuco
- Datos: Q56377656